# نجر (یمن)
 نجر  به عربی (النَجر)، روستایی است باستانی در ناحیهٔ (البلدة الأثریة)، در عزلهٔ (بنی حجج)، ناحیهٔ (عیال مربع)، واقع در جنوب عمران، از توابع عَمران در کشور یمن در شبه جزیره عربستان. 
جمعیت آن ۵۴ نفر (۶ خانوار)، می‌باشد.